# چشم‌چران عمارت
چشم‌چرانِ عمارت (به ترکی استانبولی: Yalı Çapkını) مجموعهٔ تلویزیونی در ژانر درام و عاشقانه ساخت کشور ترکیه‌ و تولید اُجی‌ام پیکچرز به کارگردانی بورجو آلپ‌تکین و نویسندگی مهمت باریش گونگر است. اولین قسمت آن در تاریخ ۲۳ سپتامبر ۲۰۲۲ منتشر شد. نقش‌های اصلی را افرا ساراچ‌اوغلو، مرت رمضان دمیر و چتین تکیندور بازی می‌کنند.  این مجموعه در تاریخ   ۴ آوریل  ۲۰۲۵ به پایان رسید.

## خلاصهٔ داستان
داستان عشق بین فرید، پسری خوش‌گذران و دختری روستایی به نام سیران است. فرید پسری خوش‌گذران است که به چشم‌چرانی معروف است. روزی پلیس برای دستگیری فرید به عمارت می‌آید. پدربزرگش برای حفاظت از او تصمیم می‌گیرد دختری را از خانواده‌ای که در زادگاه پدربزرگ زندگی می‌کنند را به عقد فرید درآورد.

## نمای کلی قسمت‌ها
{{Series overview|color1=#fbc465|episodes1=۳۶|start1=۲۳ سپتامبر ۲۰۲۲|end1=۹ ژوئن ۲۰۲۳|network1= |color2=#ea2430|episodes2=۳۷|start2=۱۵ سپتامبر ۲۰۲۳|end2=۵ ژوئن ۲۰۲۴|color3=#345170|episodes3=۲۸|start3=۱۳ سپتامبر ۲۰۲۴end3=۲۶ فوریه ۲۰۲۵

## بازیگران و شخصیت‌ها

### شخصیت‌های اصلی
| بازیگر              | نقش            | قسمت‌ها       | توضیحات                                                                                                 |
| ------------------- | -------------- | ------------ | --- |
| افرا ساراچ‌اوغلو     | سیران شانلی    | ۱-           | همسر فرید، دختر کاظم و اسمه، خواهر سونا، عروس گلگون و اورهان، همسر سابق سینان                           |
| مرت رمضان دمیر      | فرید کورهان    | ۱-           | همسر سیران، نوه هالیس، پسر اورهان و گلگون، برادر فواد، برادر شوهر آسمان، دوست پسر سابق پلین و دیار      |
| چتین تکیندور        | حالیس کورهان   | ۱-           | پدر اورهان و نوکهت، پدرشوهر گلگون و ایفاکات، پدربزرگ فواد و فرید و کایا، همسر خدیجه                     |
| شریف سزر            | خدیجه شانلی    | ۱-           | عمه سیران و سونا، عمه کاظم همسرحالیس                                                                    |
| گلچین سانتیرجی‌اوغلو | ایفاکات کورهان | ۱-           | عروس حالیس، معشوقه سابق اورهان،معشوقه سابق شهموز، زن عموی فواد و فرید                                   |
| امره آلتوغ          | اورهان کورهان  | ۱-           | پسر حالیس، همسر گلگون، پدر فواد و فرید، عاشق ایفاکات، دوست پسر سابق دفنه، معشوقه سابق دجله، معشوقه بتول |
| گزده کانسو          | گلگون کورهان   | ۱-           | همسر اورهان، مادر فواد و فرید، عروس حالیس                                                               |
| تارو امیر تکین      | کایا سونمز     | ۳۷-۷۳        | نوه حالیس، پسر نوکهت، پسر عمه فرید، همسر سابق سونا                                                      |
| اوزنور سرچلر        | آسمان کورهان   | ۱-۷۳         | همسر فواد، عروس گلگون و اورهان، زن برادر فرید                                                           |
| بریل پوزام          | سونا شانلی     | ۱-           | دختر کاظم و اسمه، خواهر سیران، همسر عابدین، همسر سابق صافت، همسر سابق کایا                              |
| دیرن پولاتوگولاری   | کاظم شانلی     | ۱-           | همسر اسمه، پدر سیران و سونا، پدرزن فرید و عابدین، معشوقه سابق زرین برادرزاده خدیجه                      |
| سزین بوزاچی         | اِسمه شانلی     | ۱-           | همسر کاظم، مادر سیران و سونا، مادر زن فرید و عابدین                                                     |
| ارسین ارجه          | عابدین کورهان  | ۱-           | دوست فرید، همسر سونا، نامزد سابق آیشن، برادرزاده هالیس                                                  |
| ییعیت تونجای        | لطیف           | ۱-۷۳         | دستیار حالیس                                                                                            |
| هلیا دویار          | شفیقه          | ۱-           | آشپز عمارت                                                                                              |
| گولن گدیک اوغلو     | آیشن           | ۴۵-          | نامزد سابق عابدین، دختر شفیقه                                                                           |
| تورکو سو دمیرل      | سرپیل          | ۷۲-۸۴        | دختر فکریه، خواهرزاده ایفاکات                                                                           |
| تامر لونت           | کنت ضیا        | ۵۹-۶۲ ۷۲-۷۳- | دشمن کورهان‌ها                                                                                           |
| تورگوت تونچالپ      | شهموز ییلماز   | ۴۴-۷۳        | دایی پلین، برادر زرین، پدر پریل، همسر سابق نکوهت، معشوقه سابق ایفاکات                                   |
| بوچه بوسه کاهرامان  | پلین ییلماز    | ۱-۳۶ ۴۲-۷۳   | دوست دختر سابق سرتر، دوست دختر سابق فرید، دختر زرین                                                     |
| توپراک ساغلام       | زرین ییلماز    | ۲۲-۳۶ ۴۲-۷۳  | مادر پلین، خواهر شهموز، معشوقه سابق کاظم                                                                |
| ادیز آکشهیر         | صفوَت احسانلی   | ۲۵-۳۶ ۶۸-۷۳  | همسر سابق سونا، برادر طارق                                                                              |
| باران بولوک باشی    | طارق احسانلی   | ۲۸-۳۶ ۶۸-۷۳  | برادر صفوَت، عاشق سیران                                                                                  |
| نظمی کریک           | طیار           | ۶۷-۷۳        | همسر مزیده، پدر آکین، عاشق اسمه                                                                         |
| ایلکای کایکو        | مزیده          | ۶۳-۷۲        | مادر آکین، همسر طیار                                                                                    |
| بوشرا النیتمیز      | پریل ییلماز    | ۴۳-۷۱        | دختر دایی پلین، دختر شهموز                                                                              |
| سیگدم ساکاریا       | فکریه          | ۵۳-۶۹        | فالگیر عمارت، خواهر ایفاکات، مادر سرپیل                                                                 |
| علی اونر            | دوروک          | ۵۹-۶۸        | مربی ورزشی آسمان                                                                                        |
| نیلا یاری           | اجه            | ۴۸-۶۸        | دوست سیران                                                                                              |
| ملیح اوزکایا        | آکین           | ۵۶-۶۷        | خواهرزاده اوکش، پسر مزیده و طیار، عاشق سیران                                                            |
| طوفان گوگپینار      | سرتر اوزر      | ۱۰-۲۰ ۵۶-۶۶  | دوست پسر سابق پلین                                                                                      |
| بینور کایا          | نوکهت کورهان   | ۳۷-۶۳        | دختر حالیس، مادر کایا، خواهر اورهان، عمه فرید و فواد، همسر سابق شهموز                                   |
| مورات بایکان        | اوکش آکارجا    | ۵۹-۶۳        | دایی آکین، برادر مزیده، عاشق خدیجه                                                                      |
| بتول آکتل           | نورا           | ۵۳-۶۱        | عاشق فرید                                                                                               |
| سلن اوزبایراک       | دجله           | ۱-۴۹         | خدمتکار سابق عمارت، دختر سلطان، دوست دختر سابق یوسف، معشوقه سابق اورهان                                 |
| ایرم آلتوغ          | سلطان          | ۱-۴۴         | خدمتکار سابق عمارت، مادر دجله و فرات                                                                    |
| محمد کانگورن        | صفوَت آقا       | ۲۷-۳۶        | پدربزرگ صفوَت و طارق، عاشق خدیجه                                                                         |
| اوموت گزر           | یوسف           | ۱-۳۶         | دوست پسر سابق سیران، دوست پسر سابق دجله                                                                 |
| جنان جامیوردو       | صادق           | ۲۱-۳۶        | رئیس فرید                                                                                               |
| دوگوکان پولات       | فواد کورهان    | ۱-۳۳         | همسر آسمان، نوه حالیس، پسر گلگون و اورهان، برادر فرید، برادر شوهر سیران                                 |
| مینه توگای          | دفنه           | ۱۶-۲۵        | دوست افه، معشوقه سابق اورهان، دوست گلگون                                                                |
| فیرات چلیک          | افه            | ۱۷-۲۳        | دوست دفنه                                                                                               |
| مندرس سامانجیلار    | نجیب           | ۳-۱۰         | دوست قدیمی حالیس، اوستای فرید                                                                           |
| جم سکوت             | سینان کانتارجی | ۷۴-۸۴        | همسر سابق سیران، پسر آیلا                                                                               |
| پلین آکیل           | دیار           | ۷۴-۸۴        | دوست دختر سابق فرید                                                                                     |
| احمد ساراچ‌اوغلو     | ممتاز کانتارجی | ۷۴-۸۴        | دایی سینان، برادر آیلا                                                                                  |
| دریا آلابورا        | آیلا کانتارجی  | ۷۴-۸۴        | مادر سینان                                                                                              |
| هازال اراجی         | بتول کاراتاش   | ۷۴-۸۹        | معشوقه سابق اورهان                                                                                      |
| آیشن سرزل           | نورتن‌ کاراتاش  | ۷۴-۸۰        | مادر بتول                                                                                               |
| سلین بلیزشاهان      | سودا           | ۷۴-          | خدمتکار عمارت                                                                                           |
| لونت کسکین          | عثمان          | ۷۴-۸۴        | راننده سینان                                                                                            |
| رزت هوبش‌            | چیچک گورگل     | ۸۵-          | مادر عابدین                                                                                             |
| آرماگان‌ اوغوز       | کاران گورگل    | ۹۰-          | پسر چیچک، برادر عابدین                                                                                  |
| عارف سلجوک          | چنگیز          | ۹۲-          | دوست حالیص                                                                                              |
| ییلماز گوکگوز       | سعدی           | ۹۷-          | سرآشپز رستوران اسمه و گلگون                                                                             |

## برنامه پخش
| فصل   | روز و زمان پخش                 | شروع فصل        | پایان فصل    | تعداد قسمت‌ها | قسمت‌ها | سال انتشار | شبکه تلویزیونی     |
| ----- | ------------------------------ | --------------- | ------------ | ------------ | ------ | ---------- | ------------------ |
| فصل ۱ | جمعه ساعت ۲۰:۰۰ (به وقت ترکیه) | ۲۳ سپتامبر ۲۰۲۲ | ۹ ژوئن ۲۰۲۳  | ۳۶           | ۱-۳۶   | ۲۰۲۲-۲۰۲۳  | استار تی‌وی (ترکیه) |
| فصل ۲ | جمعه ساعت ۲۰:۰۰ (به وقت ترکیه) | ۱۵ سپتامبر ۲۰۲۳ | ۷ ژوئن ۲۰۲۴  | ۳۷           | ۳۷-۷۳  | ۲۰۲۳-۲۰۲۴  | استار تی‌وی (ترکیه) |
| فصل ۳ | جمعه ساعت ۲۰:۰۰ (به وقت ترکیه) | ۱۳ سپتامبر ۲۰۲۴ | ۴ آوریل ۲۰۲۵ | ۲۸           | ۷۴-۱۰۱ | ۲۰۲۴-۲۰۲۵  | استار تی‌وی (ترکیه) |

## بازخورد
قسمت دوم این مجموعهٔ تلویزیونی در بین بینندگان بسیار مورد توجه قرار گرفت و امتیاز قابل توجه ۷/۱۵ را از آن خود کرد. مجموعهٔ تلویزیونی چشم چران عمارت در میان مخاطبان یوتیوب طرفداران زیادی پیدا کرده‌است. قسمت اول این مجموعهٔ تلویزیونی ۱۰ میلیون بار در یوتیوب دیده شده‌است. قسمت دوم و سوم این مجموعهٔ تلویزیونی بیش از ۱۰ میلیون بار در یوتیوب پخش شده‌است. قسمت پنجم این مجموعهٔ تلویزیونی در رتبهٔ اول پربیننده‌ترین مجموعهٔ تلویزیونی‌های در حال پخش ترکیه قرار گرفت و در مجموع ریتینگ ۱۰/۷۱ را از آن خود کرد.